# 花式足球
花式足球（英語：Freestyle football）是足球的另一种娱乐方式， 主要以颠球和小范围控球技术为主。 他不受场地的限制， 只要有足球和一定空间即可进行。花式足球可以增强运动员的对足球的感觉控球。 是提高运动员技术水平的好方法。